# جیمز موری
جیمز موری (انگلیسی: James Murray; ۲۱ ژانویهٔ ۱۷۲۱ – ۱۸ ژوئن ۱۷۹۴) فرد نظامی اهل پادشاهی بریتانیای کبیر بود. وی همچنین برندهٔ جوایزی همچون همکار انجمن سلطنتی شده‌است.